# Artemis Fowl (serie)
 For alternative betydninger, se Artemis Fowl. (Se også artikler, som begynder med Artemis Fowl)
Artemis Fowl er navnet på en fantasy romanserie af Eoin Colfer (udtales Owen), en irsk forfatter. Den blander også elementer af mild krimi, og science fiction. Seriens hovedperson, Artemis Fowl, er en yderst intelligent 12-årig dreng. Han nedstammer fra en lang række af forbrydere og storsvindlere, og han har ikke tænkt sig at falde langt fra stammen. Desværre er hans familie splittet, da hans far er forsvundet da han forsøgte sig med legale forretninger i Rusland. Hans mor har derefter fået et psykisk sammenbrud, der overlader Artemis til frit at udtænke diverse kriminelle planer.
I første bog i serien er Artemis på sporet af feernes sagnomspundne guld, og mellem ham og guldet står kun den kvindelige politiofficer, feen kaptajn Holly Short. 
Filmudgaven af den første bog blev udgivet Juli 2020. 

## Bøgerne
- Artemis Fowl
- Artemis Fowl: Det Arktiske Intermezzo
- Artemis Fowl: Evighedskoden
- Artemis Fowl: Opals Hævn
- Artemis Fowl: Den tabte koloni
- Artemis Fowl: Tidsparadokset
- Artemis Fowl: Atlantiskomplekset (udgivet på dansk i 2010)
- Artemis Fowl: Den Sidste Vogter (udgivet på dansk i februar 2013)
- Artemis Fowl Files (Ekstra)

## Filmene
se også Artemis Fowl (film)
Filmene er blevet forsinket, da de skulle have været færdige til sommeren i 2008. Men da det tog for lang tid, blev stjernen for gammel til rollen som Artemis Fowl II.
Den første teaser trailer til filmen kom ud november 2018, den første officielle trailer udkom herefter marts 2020.
Og endelig i juli 2020 blev filmudgaven tilgængelig på Disney+.

Denne filmudgave er dog blevet stærkt kritiseret af mange fans af bøgerne, og på 'Rotten Tomato' har den en score på 9% 

## Hovedpersoner
se også Personer i Artemis Fowl serien
- Artemis Fowl II, et 12 årigt forbrydergeni, der bortfører Holly Short og forlanger 1 ton guld i løsepenge, men giver dog halvdelen tilbage for at hans mor kan blive rask.
- Domovoi Butler, Artemis Fowls bodyguard, blev ansat til at beskytte Artemis da han blev født, bliver for det meste kaldt Butler.
- Kaptajn Holly Short, den første kvindelige NIS-officer. Holly er meget moralsk, hvilket ofte volder problemer, fordi hun gør det der er rigtigt, i stedet for det der er passende.
- Foaly, en paranoid kentaur, der er ansvarlig for NIS' udstyr. Han har designet næsten alle NIS' dragter, våben og sikkerhedssystemer. Han er yderst intelligent men også meget arrogant.
- Kommandant Julius Root fra NIS, Hollys chef og ansvarlig for sikkerheden i Haven City. Han har et iltert temperament og har derfor fået øgenavnet "lavaklumpen".
- Smulder Muldwerfer, en kleptomanisk dværg, med usædvanlig gode graveegenskaber, på grund af hans kæber som han kan gå af led på kommando. På den måde kan han blive i stand til at fortære store mængder jord. Desuden har han også evnen til at genindvende det fortærede materiale ved at projektere det ud gennem hans bagparti.
- Opal Koboi, en magtsyg og uhyre intelligent småalf med et stort ego. Har bl.a. designet de hidtil bedste vinger til NIS. Fesamfundets værste trussel under jorden.
- Minerva Paradizo kommer første gang i bog 5, hun er 12 år og den eneste der kan konkurrere med Artemis om at være verdens klogeste barn, hun bortfører en dæmon, som bliver reddet af Artemis. Hun er den første pige Artemis bliver forelsket i.

## Oversættelse af gnomisk på forsiden af den førsteArtemis Fowl-bog
- Bær mig altid trofast og varsomt på din vej
- Magi og urtekunst kan du lære af mig